# Lilium iridollae
Lilium iridollae é uma espécie de planta com flor, pertencente à família Liliaceae.
A planta é perfumada chegando a alcançar 2 metros de altura, é encontrada nos Estados Unidos com ocorrências nos estados da Florida, Alabama, Virgínia, Carolina do Norte e Carolina do Sul.